# Gigi (film 1978)
Gigi  (A Little Night Music) è un film del 1977 diretto da Harold Prince, trasposizione cinematografica del musical di Stephen Sondheim del 1973 A Little Night Music. Questo film è il secondo ad essere stato diretto da Harold Prince, noto soprattutto come regista teatrale.

## Trama
Fredrik Egerman, avvocato di mezza età, è felicemente sposato con la diciottenne Anne. Tuttavia la ragazza protegge ostinatamente la propria verginità anche dopo undici mesi di matrimonio, e così Fredrik decide di rincontrare una sua vecchia fiamma, la nota attrice teatrale Desirée Armfeldt. La donna è stanca della sua vita sempre in tournée, e vorrebbe maggiore stabilità, magari insieme allo stesso Fredrik, nonostante sia lui, sia l'altro suo amante, il dragone Carl-Magnus Mittelheim siano sposati. Così Desirée convince l'anziana madre, Madame Armfeldt, a organizzare una festa per gli Egerman. A rovinare tutto ci pensa Charlotte, la moglie di Carl-Magnus Mittelheim.

## Cast
- Elizabeth Taylor nel ruolo di Desiree Armfeldt
- Diana Rigg nel ruolo di Charlotte Mittelheim
- Len Cariou nel ruolo di Frederick Egerman
- Lesley-Anne Down nel ruolo di Anne Egerman
- Hermione Gingold nel ruolo di Madame Armfeldt
- Laurence Guittard nel ruolo del conte Carl-Magnus Mittelheim
- Christopher Guard nel ruolo di Erich Egerman
- Lesley Dunlop nel ruolo di Petra
- Chloe Franks nel ruolo di Fredericka Armfeldt
- Jonathan Tunick nel ruolo del direttore d'orchestra

## Produzione

### Colonna sonora
Stephen Sondheim ha scritto le musiche e i versi delle canzoni del musical da cui è stato tratto il film. Rispetto alla colonna sonora del musical ha aggiunto la canzone
"Night Waltz" e una nuova versione della canzone "The Glamorous Life", usata ancora oggi in molte produzioni teatrali.

### Location
L'ambientazione della storia è stata spostata dalla Svezia all'Austria, dove è stato girato il film.

## Colonna sonora[1]
- Love Takes Times
- Now/Soon/Later
- The Glamorous Life
- You Must Meet my Wife
- Every Day a Little Death
- A Weekend in the Country
- It Would Have Been Wonderful
- Send in the Clowns
- Finale
- Night Waltz

## Premi e candidature
- 1979 - Premio Oscar
  - Migliore colonna sonora a Jonathan Tunick
  - candidatura Migliori costumi a Florence Klotz